# Tuffi ai campionati mondiali di nuoto 2022 - Trampolino 3 metri sincro femminile
La gara dei tuffi dal trampolino 3 metri sincro femminile dei campionati mondiali di nuoto 2022 è stata disputata il 3 luglio 2022 presso la Duna Aréna di Budapest. La gara, alla quale hanno preso parte 13 coppie di atlete provenienti da altrettante nazioni, si è volta in due turni, in ognuno dei quali le coppie hanno eseguito una serie di cinque tuffi.
La competizione è stata vinta dalla coppia cinese Chang Yani e Chen Yiwen, mentre l'argento e il bronzo sono andati rispettivamente alle giapponesi Rin Kaneto e Sayaka Mikami e alle australiane Maddison Keeney e Anabelle Smith.

## Programma
| Data          | Ora (UTC+2) | Turno       |
| ------------- | ----------- | ----------- |
| 3 luglio 2022 | 11:00       | Preliminari |
| 3 luglio 2022 | 15:00       | Finale      |

## Risultati
| Pos.    | Nazione       | Atleti                              | Preliminari | Preliminari | Finale          | Finale          |
| Pos.    | Nazione       | Atleti                              | Punti       | Pos.        | Punti           | Pos.            |
| ------- | ------------- | ----------------------------------- | ----------- | ----------- | --------------- | --------------- |
| Oro     | Cina          | Chang Yani Chen Yiwen               | 317,73      | 1           | 343,14          | 1               |
| Argento | Giappone      | Rin Kaneto Sayaka Mikami            | 275,10      | 5           | 303,00          | 2               |
| Bronzo  | Australia     | Maddison Keeney Anabelle Smith      | 287,04      | 2           | 294,12          | 3               |
| 4       | Germania      | Lena Hentschel Tina Punzel          | 282,87      | 3           | 282,99          | 4               |
| 5       | Canada        | Margo Erlam Mia Vallée              | 282,60      | 4           | 282,90          | 5               |
| 6       | Malaysia      | Ng Yan Yee Nur Dhabitah Sabri       | 272,97      | 6           | 282,45          | 6               |
| 7       | Stati Uniti   | Brooke Schultz Kristen Hayden       | 257,40      | 7           | 273,90          | 7               |
| 8       | Messico       | Arantxa Chávez Abril Navarro        | 237,96      | 11          | 266,16          | 8               |
| 9       | Gran Bretagna | Desharne Bent-Ashmeil Amy Rollinson | 247,80      | 10          | 248,40          | 9               |
| 10      | Brasile       | Luana Lira Anna Lucia Rodrigues     | 248,40      | 9           | 245,94          | 10              |
| 11      | Colombia      | Diana Pineda Daniela Zapata         | 249,84      | 8           | 229,80          | 11              |
| 12      | Francia       | Jade Gillet Nais Gillet             | 198,30      | 12          | 228,45          | 12              |
| 13      | Sudafrica     | Grace Brammer Kerry-Leigh Morrison  | 190,20      | 13          | Non qualificate | Non qualificate |